# Audi R8 LMS GT4
L'Audi R8 LMS GT4 est une voiture de course du groupe GT4 développée sur la base de l'Audi R8 de deuxième génération. Les ventes ont commencé en octobre 2017. L'équipe d'usine d’Audi, Audi Sport Team Phoenix, avait déjà utilisé le véhicule à des fins de test et d'essai lors de diverses courses. Après l'Audi R8 LMS GT3 et l'Audi RS 3 LMS, la voiture est le troisième véhicule de course pour client d'Audi Sport customer racing.

## Histoire
Le programme de voiture de course pour client d'Audi Sport GmbH ne cesse de croître. Après qu'Audi Sport ait proposé la voiture de course Audi R8 LMS en 2009, présenté la deuxième génération (Audi R8 LMS GT3) en 2015 et proposé l'Audi RS 3 LMS pour la catégorie TCR International Series en 2016, le portefeuille de modèles s'est à nouveau élargi en 2017. L'Audi R8 LMS a été présentée dans sa variante GT4 avant le Salon de l'automobile de New York le 11 avril 2017. Le public a pu découvrir pour la première fois la GT sportive proche du modèle de production aux 24 Heures du Nürburgring du 25 au 28 mai 2017. La catégorie GT4, originaire d'Europe, sera systématiquement commercialisée à l'international à partir de 2017 et sera utilisée en Amérique, en Asie, en Australie et en Europe. En plus de la catégorie GT3, la catégorie GT4 se développera à l'échelle mondiale à partir de 2017. Audi Sport a donc développé un nouveau modèle de voiture de course pour client pour cette catégorie – la R8 LMS GT4. La "petite sœur" du modèle GT3 est encore plus étroitement basée sur l'Audi R8 Coupé, partage plus de 60% de ses composants avec la voiture de sport homologuée pour la route et est également produite sur le site de production de la zone industrielle de Böllinger Höfe à Heilbronn. Audi crée ainsi des synergies en termes de coûts d'acquisition et d'entretien dont devraient bénéficier les clients du nouveau bolide. Selon la classification, Audi a développé le modèle GT4 avec jusqu'à 364 kW (495 ch) de puissance au cours de la saison 2017, avant qu'un statut d'homologation final ne soit atteint et qu'une approbation sportive ne soit demandée. Au second semestre 2017, l'équipe dirigée par Chris Reinke, responsable d’Audi Sport customer racing, a préparé la production de la voiture de course. La nouvelle Audi R8 LMS GT4 a été remise aux clients à partir de décembre 2017. Avec la R8 LMS GT4, Audi Sport s'appuie sur un réseau mondial de service, de logistique des pièces de rechange et d'assistance spécialisée. Audi Sport customer racing a déjà mis en place cette infrastructure pour le projet GT3 sur quatre continents et utilisera également ce réseau pour la gamme GT4.

## Technologie
Le moteur V10 de l'Audi R8 LMS GT4 peut fournir jusqu'à 364 kW (495 ch) - selon la classification et dans le cadre de l'équilibre des performances en vigueur, qui vise à permettre une compétition équilibrée entre toutes les voitures de course. Le moteur atmosphérique de 5,2 litres est produit sur le site d’Audi Hongrie à Győr et ne reçoit qu'un nouveau système d'échappement, le limiteur de débit d'air étant prescrit par la réglementation, et une version de données de l'unité de commande électronique standard qui a été adaptée en conséquence. La transmission intégrale quattro étant interdite dans la catégorie GT4, Audi Sport s'appuie sur une transmission à double embrayage à 7 rapports associée à la propulsion arrière via un différentiel mécanique à glissement limité. Le châssis de la version homologuée est doté de doubles triangles sur les quatre roues, d'amortisseurs et de ressorts spécifiques à la course, réglables en compression et en détente, ainsi que de barres anti-roulis réglables. Le nouveau système de frein à disque avec des étriers de frein adaptés assure, en combinaison avec le système de freinage antiblocage standard, des valeurs de décélération élevées. La ventilation spéciale pour les freins sur les essieux avant et arrière améliore la stabilité en course. La direction a pignon et crémaillère avec servo hydraulique est également utilisée par Audi Sport dans le modèle GT3. Les roues en aluminium coulé à 5 trous sont économiques, mais spécialement conçues pour la course. Audi Sport propose également en option un système d'avertissement de pression des pneus. Avec des normes telles qu'un système d'extinction d'incendie, des filets de sécurité pour le conducteur et de la mousse antichoc dans les portes, Audi Sport dépasse les exigences minimales dans de nombreux domaines. Le siège de sécurité Audi Sport customer racing PS3 est le dernier développement du modèle PS1. Il est de série dans le modèle GT4 ainsi que dans les voitures de course GT3 et TCR pour les clients d’Audi. Une trappe de toit facilite le sauvetage après un accident. Afin de réduire la tension sur la colonne vertébrale, le casque peut être retiré vers le haut et un corset de sauvetage (attelle d'extraction) peut être mis à travers l'ouverture. À l'intérieur, la cage de sécurité en acier est reliée en six points à l'Audi Space Frame (ASF) dans une construction en composite d’aluminium et de polymère renforcé de fibres de carbone, et il y a également deux connexions aux entretoises dans le compartiment moteur. Le réservoir de sécurité FT3 est rempli à l'aide d'un réservoir de carburant de course anti-goutte.

## Audi R8 Cup
L'Audi Sport Seyffarth R8 LMS Cup a été annoncée pour la première fois pour la saison 2018. Seule la R8 LMS GT4 est éligible pour prendre le départ de la nouvelle coupe monomarque. Le plan d’Audi est d'organiser la coupe monomarque sur trois saisons. Cependant, il y a la possibilité d'une prolongation pour deux saisons supplémentaires. Le coût en tant que pilote unique sur une voiture est officiellement de 150 000 € (ou 85 000 € par pilote avec des droits de départ partagés) par saison,. La saison inaugurale comprenait six week-ends de course, chacun avec deux courses, qui se sont toutes déroulées dans le cadre du programme de soutien de la DTM. Kris Heidorn ( Allemagne) est devenu champion avec 156,5 points.

## Courses

### 24 Heures du Nürburgring 2017
| Nr. | Équipe                            | Véhicule        | Pneus | Pilote                      | Pilote                   | Pilote                   | Pilote                  | Classement général |
| --- | --------------------------------- | --------------- | ----- | --------------------------- | ------------------------ | ------------------------ | ----------------------- | ------------------ |
| 17  | Allemagne Audi Sport Team Phoenix | Audi R8 LMS GT4 | P     | Finlande Joonas Lappalainen | Allemagne Alexander Mies | Allemagne Peter Terting  | Malaisie Alex Yoong     | 66                 |
| 18  | Allemagne Audi Sport Team Phoenix | Audi R8 LMS GT4 | P     | Allemagne Christian Abt     | Suisse Rahel Frey        | Pays-Bas Patrick Huisman | Allemagne Peter Terting | 31                 |

### 24 Heures de Dubaï 2018
| Nr. | Équipe                   | Véhicule        | Pneus | Pilote                   | Pilote                      | Pilote                      | Pilote               | Pilote                | Classement général |
| --- | ------------------------ | --------------- | ----- | ------------------------ | --------------------------- | --------------------------- | -------------------- | --------------------- | ------------------ |
| 247 | Allemagne Phoenix Racing | Audi R8 LMS GT4 | H     | Hong Kong Adderly Fong   | Hong Kong Charles Kwan      | Hong Kong Marchy Lee        | Chine Darryl O'Young | Hong Kong Shaun Thong | 28 (2)             |
| 248 | Allemagne Phoenix Racing | Audi R8 LMS GT4 | H     | Royaume-Uni Philip Ellis | Allemagne John-Louis Jasper | Finlande Joonas Lappalainen | Pologne Gosia Rdest  |                       | 26 (1)             |